# Pavero (Málaga)
Pavero, también conocido como Monte Pavero, es un barrio que pertenece al distrito Bailén-Miraflores de la ciudad andaluza de Málaga, España. Según la delimitación oficial del ayuntamiento, limita al norte y al oeste con el Parque del Norte; al este, con el barrio de Suárez; y al sur, con el barrio de Los Castillejos.

## Transportes
En autobús queda conectado mediante las siguientes líneas de la EMT:
| Línea | Trayecto                               | Recorrido | Frecuencia    |
| ----- | -------------------------------------- | --------- | ------------- |
| C1    | Circular 1                             | Recorrido | 12 minutos    |
| C2    | Circular 2                             | Recorrido | 11-12 minutos |
| 6     | Alameda Principal - La Milagrosa       | Recorrido | 50 minutos    |
| 7     | La Térmica - Miraflores de los Ángeles | Recorrido | 10-11 minutos |